# Coenagrionoidea
Super-famille
Les Coenagrionoidea sont une super-famille de demoiselles (libellules) de l'ordre des odonates présentes dans le monde entier. Elle regroupe sept familles. 

## Liste des familles
Selon BioLib (14 novembre 2020) :
- famille Coenagrionidae Kirby, 1890
- famille Isostictidae Fraser, 1955
- famille Platycnemididae Tillyard, 1917
- famille Platystictidae Laidlaw, 1924
- famille Protoneuridae Tillyard, 1917
- famille Pseudolestidae (famille douteuse)
- famille Pseudostigmatidae Tillyard, 1917

## Galerie

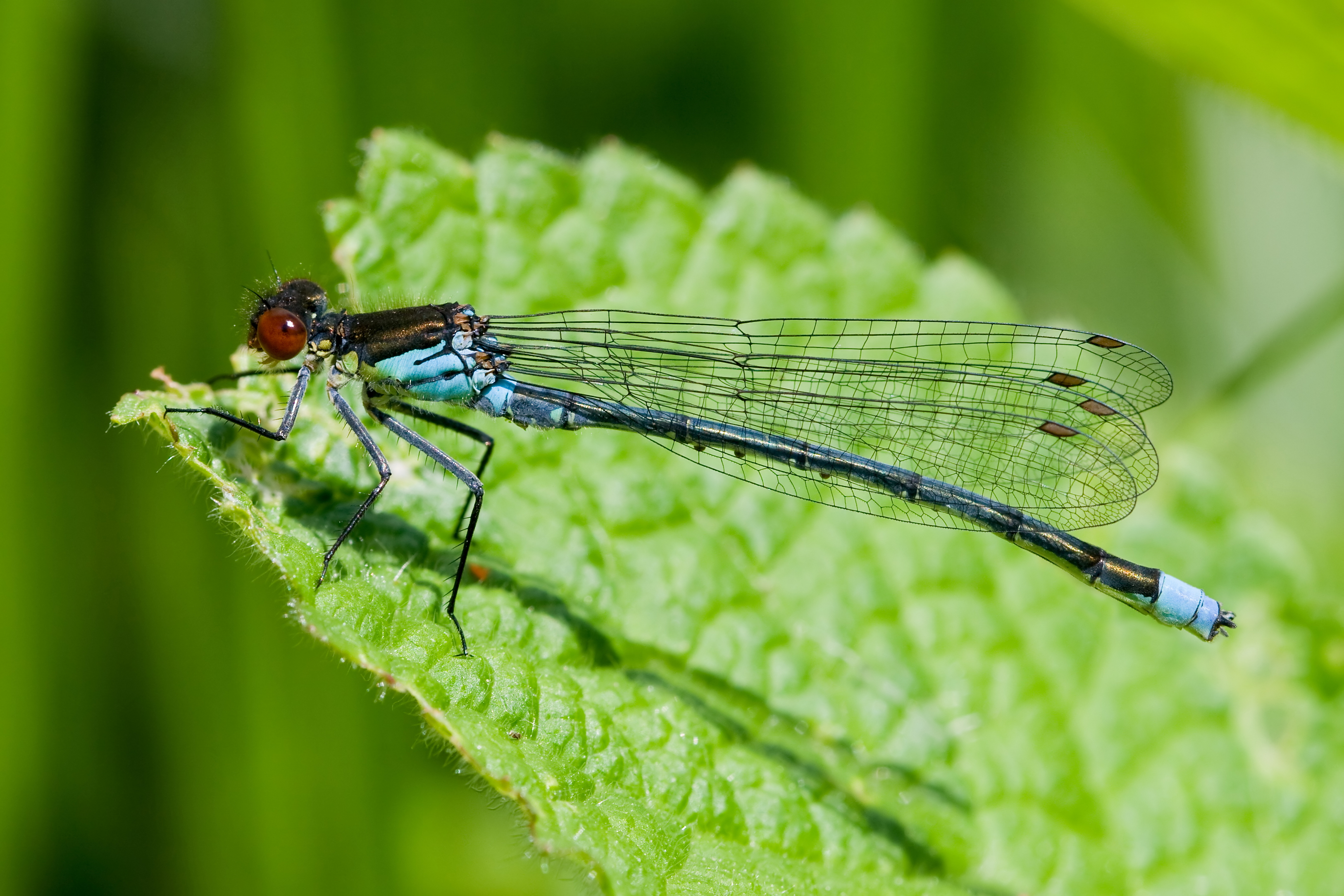
Erythromma najas (Coenagrionidae).
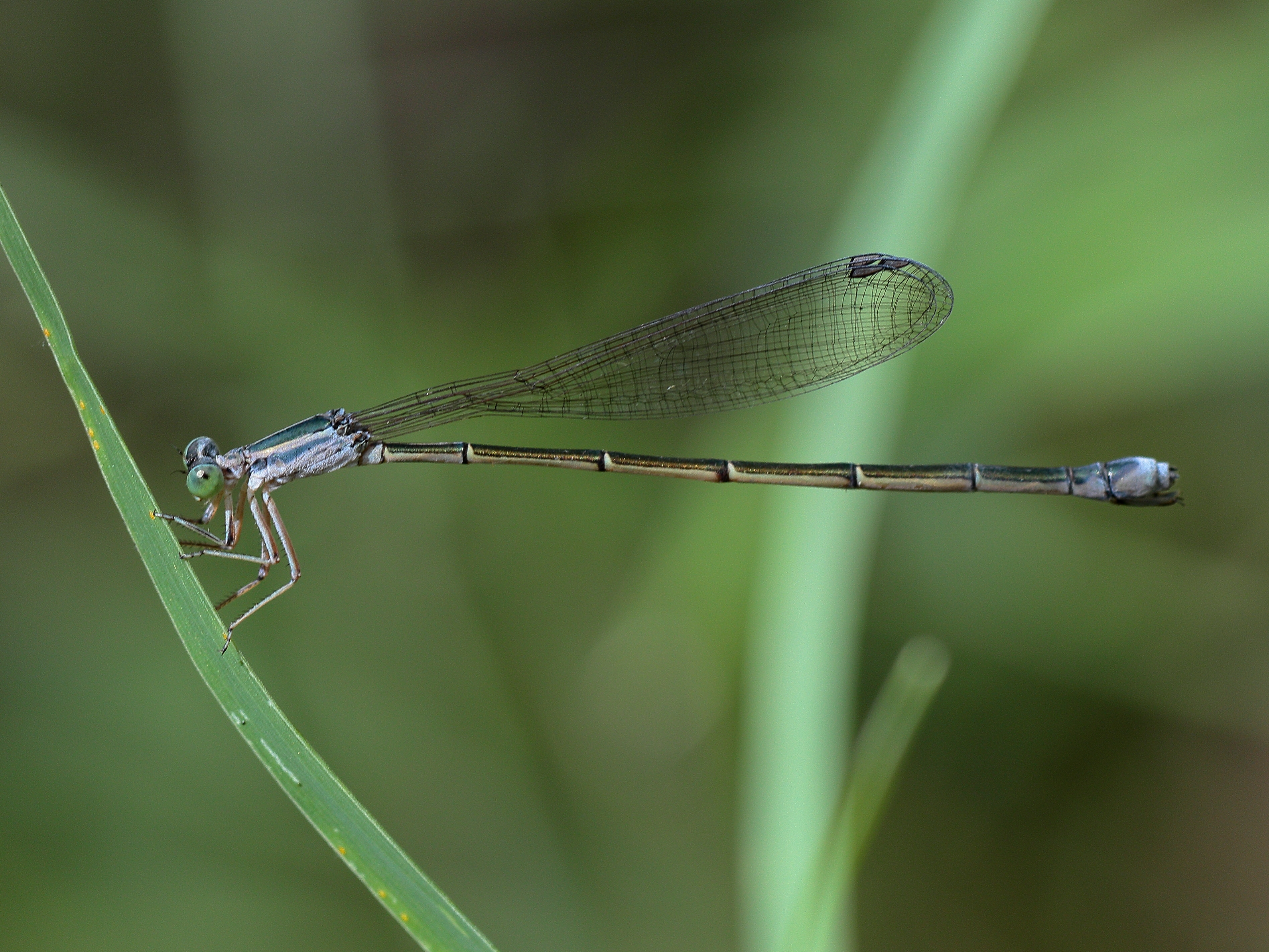
Rhadinosticta banksi (Isostictidae).
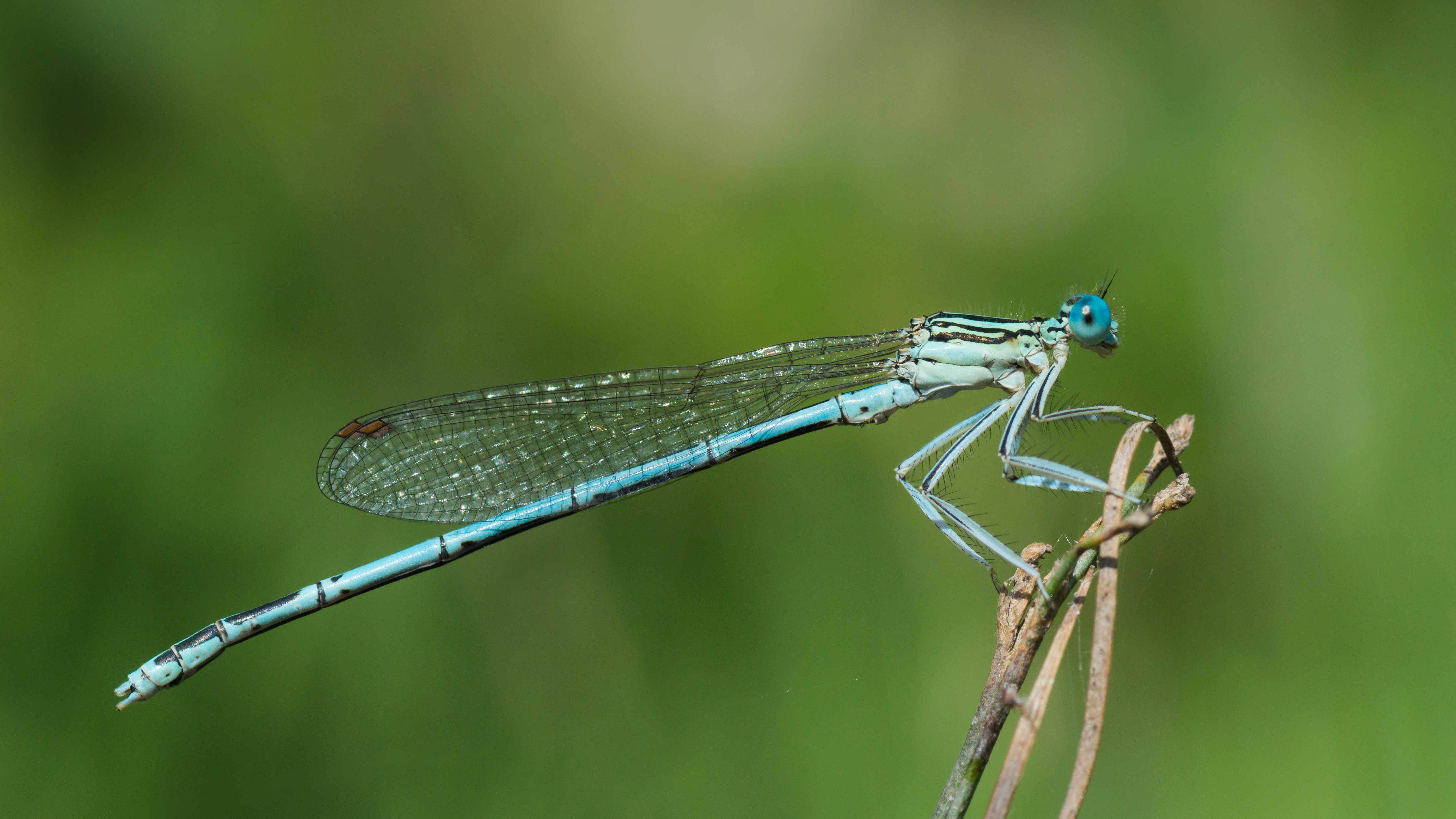
Platycnemis pennipes (Platycnemididae).
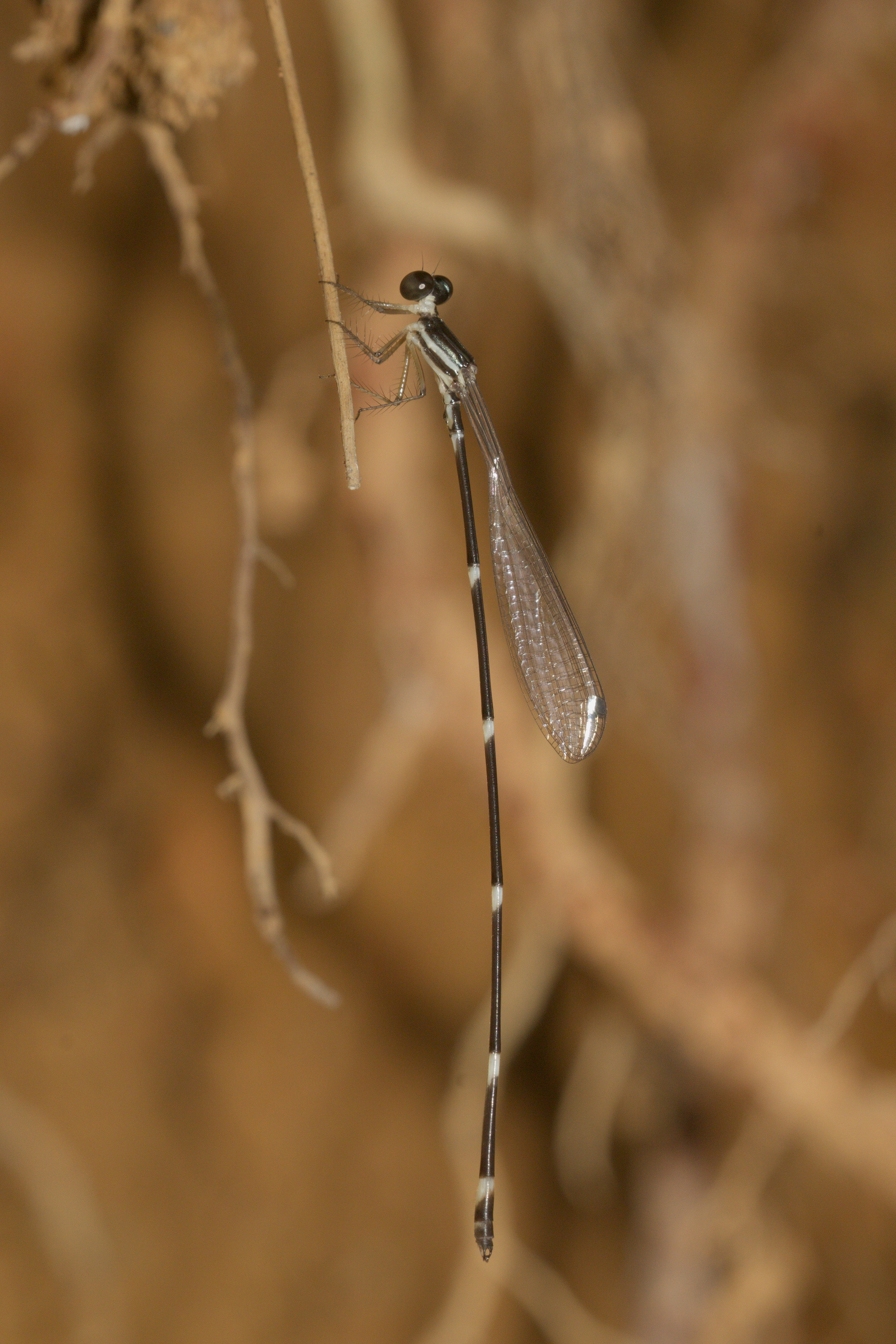
Protosticta gravelyi (Platystictidae).
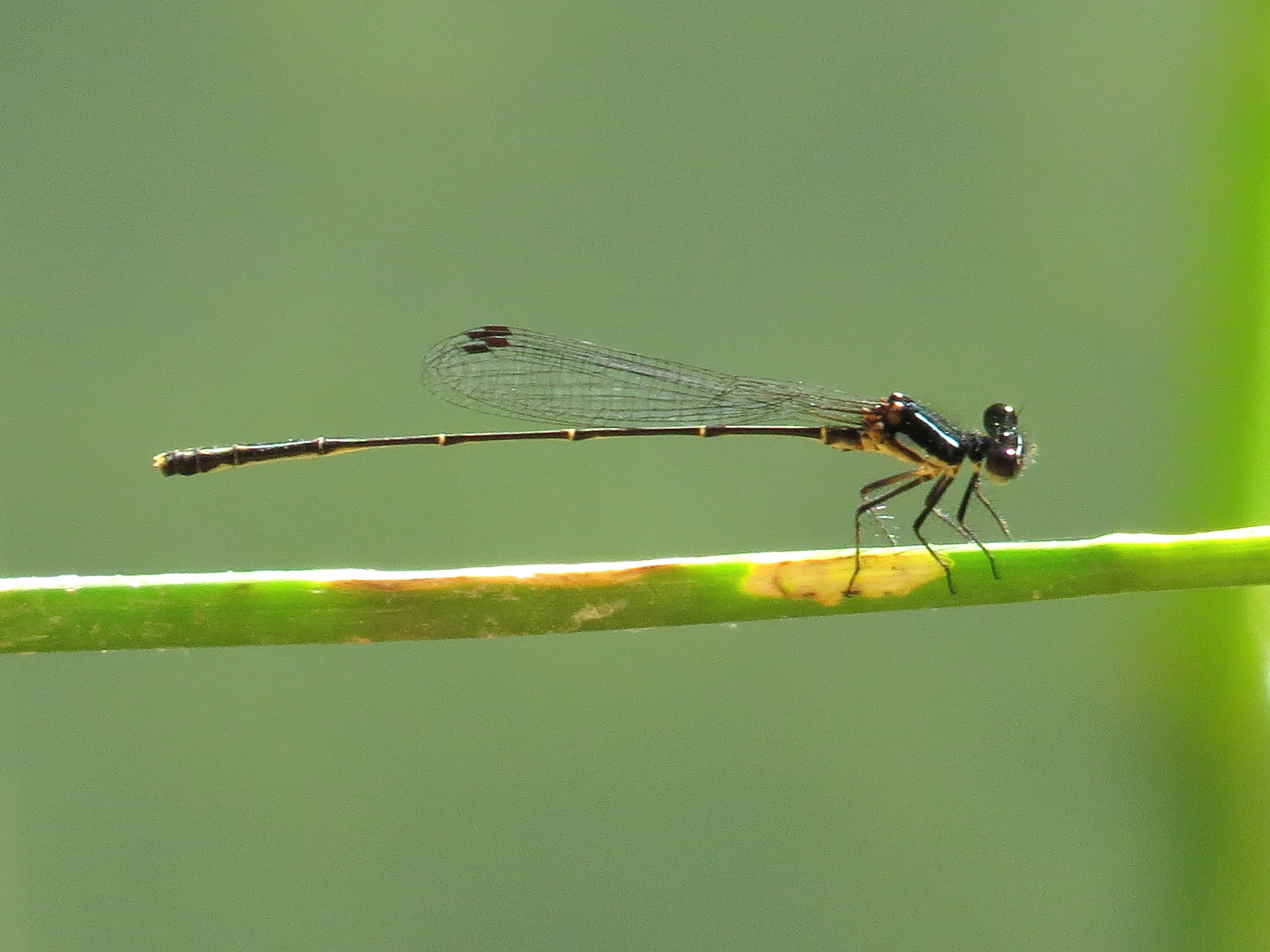
Nososticta fraterna (Protoneuridae).
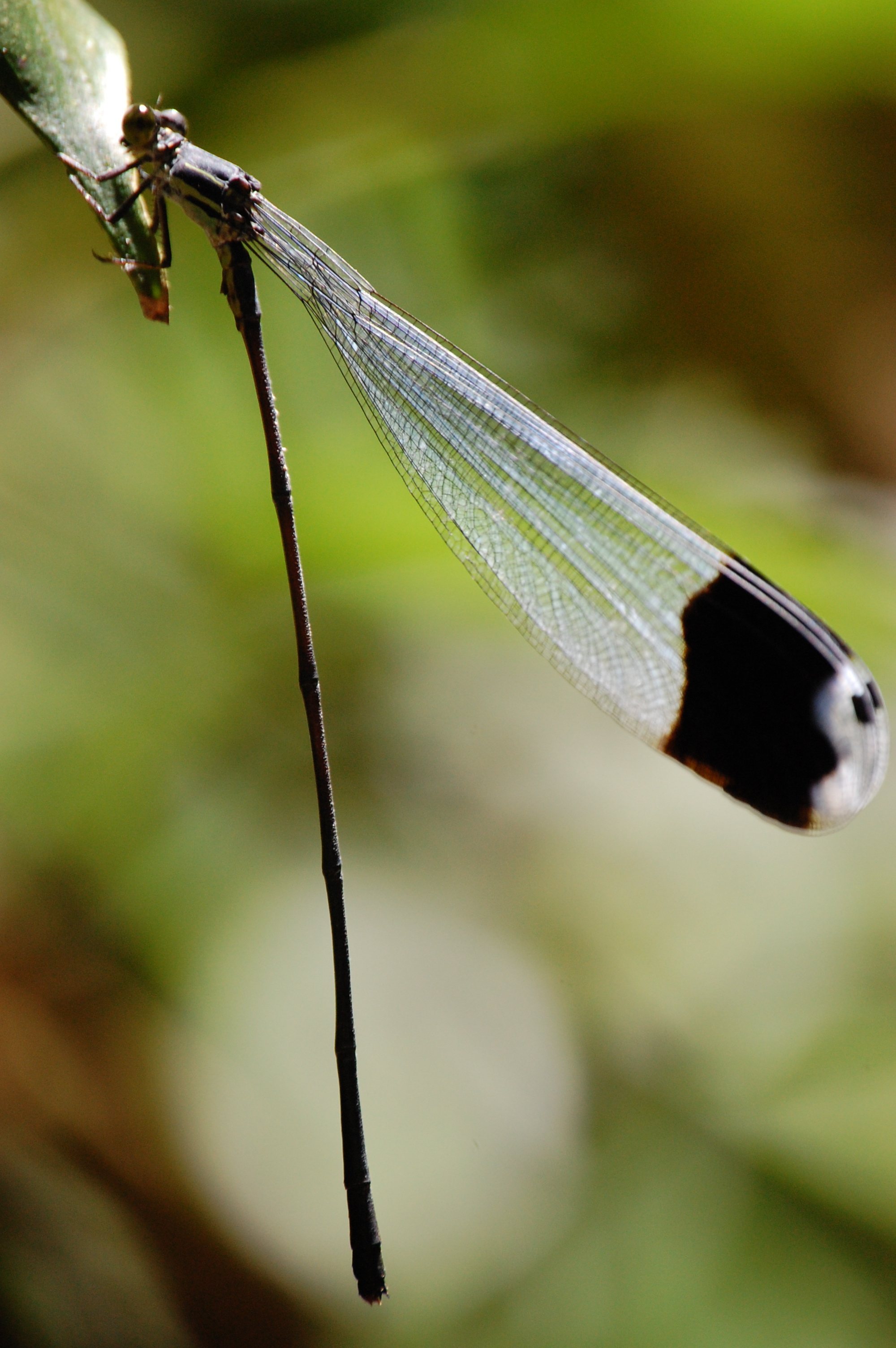
Megaloprepus caerulatus (Pseudostigmatidae).